# Umberto Saba
Umberto Saba, pravo ime Umberto Poli, italijanski pesnik, pisatelj in aforist, * 9. marec 1883, Trst, Avstro-Ogrska, † 25. avgust 1957, Gorica, Italijanska republika.

## Življenje
Umberto Saba se je rodil 9. marca 1883 v Trstu, pod Avstro-Ogrsko, kot sin Uga Edoarda Polija, trgovskega agenta iz Montereale Valcelline, in Felicite Rachele Cohen, tržaške Judinje iz premožne družine in nečakinje literata Samuela Davida Luzzatta po materini strani.

## Dela

### Pesništvo
- Poesie
- Coi miei occhi (il mio secondo libro di versi)
- La serena disperazione
- Cose leggere e vaganti
- Il Canzoniere (1900-1921)
- Preludio e canzonette
- Autobiografia. I Prigioni
- Figure e canti
- L'Uomo
- Preludio e fughe
- Tre poesie alla mia balia
- Ammonizione ed altre poesie. 1900-1910
- Tre composizioni
- Parole
- Ultime cose 1900-1945
- Il canzoniere (1900-1945)
- Mediterranee (s pesmijo Ulisse)
- Il canzoniere (1900-1947)
- Tutte le opere

I, Poesie dell'adolescenza e giovanili. 1900-1910
II, Trieste e una donna. 1910-1912
III, La serena disperazione. 1913-1915
IV, Cose leggere e vaganti. 1920. L'amorosa spina. 1920
V, Preludio e canzonette. 1922-1923
VI, Autobiografia; I prigioni; Fanciulle; Cuor morituro; L'uomo. 1924-1930
XIII, Mediterranee
XIV, Uccelli e Quasi un racconto. (1948-1951)
XV, Ricordi, racconti. 1910-1947
- Uccelli
- Epigrafe; Ultime prose
- Il canzoniere (1900-1954)
- Il piccolo Berto. 1929-1931
- Il canzoniere del 1921
- Tutte le poesie
- Il Canzoniere (1945) - Oltre il Canzoniere (1946-1957)

### Pripovedništvo in razne proze
- Scorciatoie e raccontini
- Storia e cronistoria del Canzoniere
- Ricordi, racconti. 1910-1947
- Epigrafe; Ultime prose
- Quello che resta da fare ai poeti
- Ernesto

### Epistolari
- Il vecchio e il giovane. Carteggio 1930-1957
- Lettere ad una amica. Settantacinque lettere a Nora Baldi
- Saba, Svevo, Comisso. (Lettere inedite)
- L'adolescenza del Canzoniere e undici lettere
- Amicizia. Storia di un vecchio poeta e di un giovane canarino. (Quasi un racconto) 1951
- Lettere a un amico vescovo
- La spada d'amore. Lettere scelte 1902-1957
- Atroce paese che amo. lettere famigliari, 1945-1953
- Lettere sulla psicoanalisi. Carteggio con Joachim Flescher 1946-1949
- Lettere a Sandro Penna, 1929-1940
- Quante rose a nascondere un abisso. Carteggio con la moglie (1905-1956), Album fotografico
- Quanto hai lavorato per me, caro Fortuna! Lettere e amicizia fra Umberto Saba e Aldo Fortuna (1912-1944)
- Il cerchio imperfetto. Lettere 1946-1954